# Android Ice Cream Sandwich
Android Ice Cream Sandwich 又名Android 4.0 是谷歌开发的第九版Android手机操作系统。于2011年10月19日亮相，它基于为平板电脑发布的Android Honeycomb做了重大改变，旨在为智能手机和平板电脑两者间创建统一平台。
Android 4.0专注于引入新的简化的、现代化的人机界面交互体验。作为这些努力的一部分，它引入了代号为“Holo”的新视觉外观，该界面引入了更简洁设计，以及一个名为Roboto的新默认字体。它还引入了许多其他新功能，包括更新的主屏幕，近场通信（NFC）支持以及使用该技术将内容“发送”给其他用户的能力（Android Beam），全新的Web浏览器，新的社交网络联系人管理器，从锁定屏幕启动相机和控制音乐播放的能力，可视语音邮件的支持，设备的面部识别解锁功能，监控和限制移动数据使用，以及其他内部改进。
Android 4.0获得了评论者的积极评价，他们赞扬了该操作系统的交互同以前版本相比更清晰，全新的UI设计以及其改进的性能和功能。不过，评论家仍然觉得有些Android 4.0与其他竞争产品相比，应用程序仍然质量和功能有所缺失，并认为操作系统的一些新功能，特别是“面部解锁”功能是噱头。
截至2019年5月谷歌发布的统计数据显示，访问Google Play商店的所有Android设备中仍有0.3％的设备运行Android Ice Cream Sandwich。

## 发布
三星Galaxy Nexus是第一款搭载Android 4.0的Android设备。Android 4.0.3于2011年12月16日发布，提供了错误修复，新的社交流API和其他细节改进。同一天，Google开始向Galaxy Nexus的前身Nexus S推送Android Ice Cream Sandwich。但是在2011年12月20日，Nexus S的推送被停止，公司以此可以“听取与更新相关的反馈”。
2011年MIPS和北京君正聯合發布首款低於100美金的Ice Cream Sandwich平板電腦，採用君正JZ4770行動應用處理器，內建時脈速度1GHz搶攻低價市場。
2012年3月29日，Android 4.0.4发布，改善了相机和屏幕旋转功能的性能，带来了其他错误修复。Google Play服务对于Android 4.0的支持已于2019年2月结束。